# Trypsin

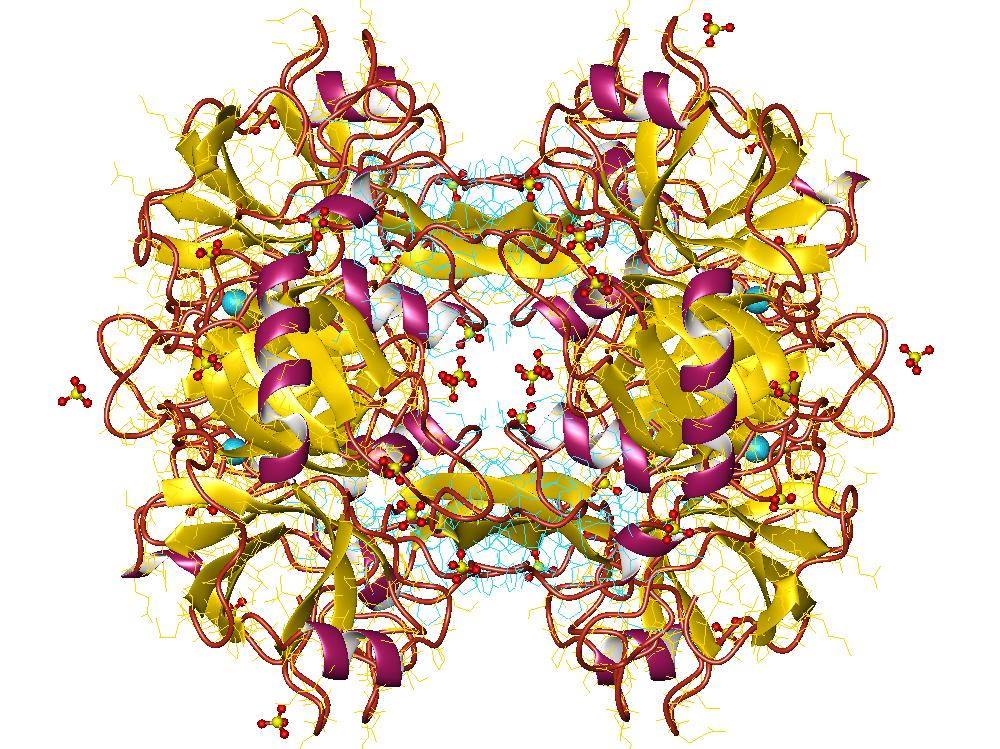
Trypsin-1 tetramer, Human.

Trypsin är ett enzym som spjälkar proteiner i människans matspjälkningssystem.
Bukspottskörteln (pancreas) bildar inaktivt trypsinogen, vilket utsöndras med bukspottet.
I tunntarmen, främst i tolvfingertarmen, uttrycks det membranbundna enzymet enterokinas och bryter ned trypsinogen till aktivt trypsin.
Enzymet bryter ner polypeptider till peptider (kortare kedjor av aminosyror). Dessa peptider bryts senare ner till aminosyror av peptidaser, enzym som spjälkar proteiner.
Trypsin aktiverar också zymogen procolilipas till colilipas som i sin tur aktiverar pankreaslipas (genom en konformationsförändring öppnar upp aktiveringsplatsen på enzymet). Pankreaslipas spjälkar TAG (triglycerider). 
Trypsin aktiverar pancreas oaktiv kymotrypsinogen till aktiv kymotrypsin.
Källor:
Biologi B Karlsson Molander Wickman Liber 1994
Biochemistry Champe m.fl. 4th edition